# Live in New York
Live in New York је други уживо албум македонске групе Леб и сол. Албум садржи 9 песама од којих је највећи хит обрада народне песме Учи ме мајко, карај ме. Изашао је 1991. године у издању издавачке куће Third Ear Music из Скопља.

## О албуму
У мају 1991. одлазе у Сједињене Државе, Њујорк, где су одржали концерт у клубу CBGB. Албум садржи снимке са студијских проба, снимке песме Благослов из Македонске православне цркве у Торонту, музичку тему Going back to Skoplje (снимљено у покретном студију у Торонту) и обраду народне песме Учи ме мајко, карај ме, који је снимљен у Скопљу октобра 1991. године.
На америчку и канадску турнеју крећу Влатко Стефановски, Бодан Арсовски, Никола Димушевски и Драгољуб Ђуричић.

## Списак песама
| №  | Назив                  | Трајање |  |
| 1. | The Big City           | 3:12    |  |
| 2. | Си заљубив едно моме   | 5:50    |  |
| 3. | Јовано Јованке         | 6:45    |  |
| 4. | Учи ме мајко, карај ме | 5:15    |  |
| 5. | Благослов              | 2:15    |  |
| 6. | Бистра вода            | 7:03    |  |
| 7. | Rainy Night In N.Y.C.  | 0:40    |  |
| 8. | Абер дојде Донке       | 4:50    |  |
| 9. | Going Back To Skopje   | 2:30    |  |

## Занимљивости
- Ово је први албум који је издат на ЦД-у[2].
- Генерални спонзор је била Скопска пивара.
- Овај албум се такође нашао на швајцарском тржишту[3].